# Gina Varela
Georgina del Carmen Varela García (Ciudad de México, México, 2 de enero de 1978) es una actriz y conductora mexicana.

## Biografía
Nacida el 2 de enero. hija del productor teatral Salvador Varela y la actriz, Gina Romand.

## Trayectoria
Televisión
[[La Piloto 2]] Mariela Solano 2018 
(Conductora Titular) 2015/2016
- Los miserables - Nancy
- Señorita Pólvora (serie Sony/Teleset) 2014
- Mensaje Indirecto (Serie Web) CocaCola TV 2012
- [[Como dice el dicho]]
- La Rosa de Guadalupe Televisa 2009-2019
- Salvavidas - Augusta
- 48 horas de Oscuridad
- Una Estrella Adecuada
- Un Viaje al Infierno
- La Manzana Envenenada - Adela
- Una gran Historia de Amor - Hilda
- El Amor Frente a Ti - Judith
- La baja novios - Daniela
- Siempre es Mejor que Brille - Ernestina
- Robar Tu Corazón - Maricarmen
- Historias de la Virgen Morena Argos 2012

Teatro
Las Recogidas - 2018
Hijas de su Madre - 2017
Posesión - Teatro en Corto - 2016
Venta de Garage - Teatro en Corto - 2016
Secreto a Muerte - Teatro en Corto -2016
Don Juan Tenorio (Doña Inés) - 2015
Tu, la Basura y Yo - Teatro en Corto - 2015
Las Aventuras de Nutrion y Vitamina - 2015
Ausencias - 2015
Palabras de Amor y Desamor - 2014
- Corazones Latinos - 2014
- MasCanijas Que Bonitas - 2014
- MicroTeatro México Taco de Yogur - 2014
- Los Árboles Mueren De Pie -Helena - 2013
- Baño de Mujeres Nora - 2013
- Perfume de Gardenia- Yolanda 2010-2012
- Tu Que Harías Por Amor 2010
- Las Arpías 2009

## Discografía
Varela participó en un disco de la Sonora Santanera cantando el tema El Nido original de Sonia López, compartiendo créditos con Aracely Arámbula, Julio Alemán, Julissa, entre otros. En 2012 lanzó primer disco titulado Instinto de Mujer del cual en marzo de ese mismo año desprendió su primer sencillo Niño Malo.

### Sencillos
| Sencillo    | Año  | Posiciones | Posiciones | Álbum             |
| Sencillo    | Año  | EEUU Latin | MEX        | Álbum             |
| ----------- | ---- | ---------- | ---------- | ----------------- |
| "Niño Malo" | 2012 | —          | 28         | Instinto de Mujer |

### Otros álbumes
| Año  | Álbumes                                         | Posiciones | Posiciones |
| Año  | Álbumes                                         | EEUU Latin | MEX        |
| ---- | ----------------------------------------------- | ---------- | ---------- |
| 2012 | Perfume de Gardenia el Musical - Salida: 2011   | —          | —          |
| 2001 | Instinto de Mujer - Salida: 2012 - Formatos: CD | —          | —          |